# Pangrapta robiginosa
Pangrapta robiginosa là một loài bướm đêm trong họ Erebidae.